# Théophile Ferré
Théophile Charles Gilles Ferré (Parigi, 6 maggio 1846 – Versailles, 28 novembre 1871) è stato un politico e giornalista francese, tra i protagonisti della Comune di Parigi.

## Biografia

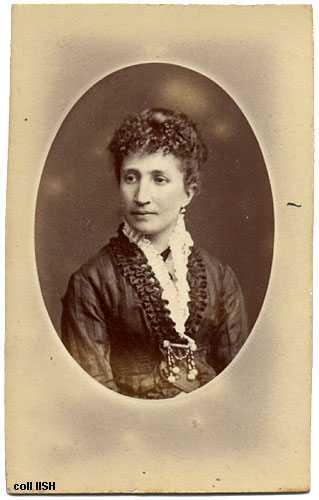
Marie Ferré

Impiegato in uno studio legale e militante blanquista, fu più volte arrestato dalla polizia bonapartista. Ancora nel luglio del 1870 fu processato ma prosciolto per insufficienza di prove. Con la proclamazione della Repubblica, da settembre collaborò a La Patrie en danger e si arruolò nel 152º battaglione della Guardia nazionale. Fu anche membro del Comitato di vigilanza di Montmartre e delegato al Comitato centrale dei venti arrondissement municipali. Il 18 marzo 1871 diresse la difesa delle artiglierie di Montmartre contro il tentativo del governo di sottrarle alla Guardia e, alla fuga di Thiers e dei ministri, fu tra coloro che proposero invano un immediato attacco a Versailles.
Il 26 marzo fu eletto al Consiglio della Comune e fu incaricato nella Commissione Sicurezza generale. Il 1º maggio fu anche sostituto-procuratore della Comune e votò a favore della costituzione del Comitato di Salute pubblica. Il 24 maggio firmò l'ordine di esecuzione di sei ostaggi, tra i quali era l'arcivescovo Georges Darboy, dichiarando di assumersene tutta la responsabilità.
Arrestato alla caduta della Comune, fu processato l'8 agosto. Lesse unicamente una breve dichiarazione, continuamente interrotto dal commissario dell'accusa Gaveau, «energumeno dagli occhi stravolti, uscito da poco dal manicomio», che si concludeva con le parole: «Membro della Comune, sono nelle mani dei vincitori. Loro vogliono la mia testa, che se la prendano! Non salverò mai la mia vita per viltà. Sono vissuto libero, tale voglio morire. Aggiungo solo una parola: la fortuna è capricciosa, io confido all'avvenire la cura della mia memoria e della mia vendetta».
Condannato a morte il 2 settembre, la sentenza fu eseguita il 28 novembre nel campo di Satory, presso Versailles. Fu fucilato insieme con Louis Rossel e con il sergente Pierre Bourgeois: «Ferré gettò la benda, respinse il prete che veniva verso di lui e, aggiustandosi gli occhiali, guardò bene in faccia i soldati». Anche la sorella, Marie Ferré (1852-26 febbraio 1882), fu una militante della Comune e buon'amica di Louise Michel che di lei scrisse nelle Memorie: «La vita di Marie Ferré non fu che abnegazione e devozione alla causa per la quale suo fratello morì».